# Onthophagus oklahomensis
Onthophagus oklahomensis là một loài bọ cánh cứng trong họ Bọ hung (Scarabaeidae).